# Arvo, killen från framtiden
Arvo, killen från framtiden är en serie ungdomsböcker som handlar om Gustav Banér, Glufs kallad, som är spöke på fiktiva Losjö slott utanför Ludvika. Glufs är dömd att gå igen på slottet till dess han har utfört något stordåd som kan glädja hans förfäder. De enda som känner till att Glufs existerar är ungdomarna Peter (vars morfar är nattvakt på Losjö slott), Björn och Sigge. Tillsammans kan de dessutom locka till sig Arvo, killen från framtiden.
Serien skapades av Thea Oljelund och gavs ut av B. Wahlströms ungdomsböcker.
16 böcker gavs ut mellan 1974 och 1983.

## Lista över personer
- Gustav (Glufs) Banér - Spöket på Losjö slott, dömd att gå igen till dess han utfört något stordåd
- Peter
- Björn
- Sigge
- Arvo - En besökare från år 4000, ständigt med nya uppfinningar som kan hjälpa ungdomarna och spöket med gåtorna och mysterierna.
- Greven och Grevinnan - Ägare till Losjö slott
- August - Peters morfar. Före detta hypokondrisk polis, numer nattvakt på Losjö slott.

## Lista över böcker
- Spöket på Losjö (1974)
- Det mystiska tefatet (1975)
- Spöket tappar huvudet (1976)
- Spöket ser i syne (1976)
- Spöket spökar ut sig (1977)
- Spöket sätter sprutt (1977)
- Spöket får spader (1977)
- Spöket blir varulv (1978)
- Spöket får pippi (1978)
- Spöket får en chock (1979)
- Spöket spelar vampyr (1980)
- Spöket får guldfeber (1980)
- Spöket tänder till (1981)
- Spöket som jätteråtta (1981)
- Spöket går igen (1982)
- Spöket gräver ner sig (1983)